# کاظم رحمانی
کاظم رحمانی سیاست‌مدار ایرانی بود، که در دوره بیست و چهارم مجلس شورای ملی به عنوان نماینده قوچان از استان خراسان رضوی در مجلس شورای ملی حضور داشت.